# Бокк (герб)
Бокк І (пол. Bock, Bock I) − сілезький і лівонський шляхетський герб.

## Опис герба
Опис з використанням принципів блазонування, запропонованих Альфредом Знамеровським:
У срібному полі на зеленій траві здиблений вліво червоний олень. 
В клейноді над шоломом із червоно-сріблястого бурелета виникає половина такого ж оленя. 
Намет червоний, підбитий сріблом. 
У Гербовнику шльонському (тобто сілезькому) Леонарда Дорста фон Шаценберга в гербі немає трави і бурелету на шоломі.

## Найбільш ранні згадки
Невідоме походження герба. Він згадується в гербовнику Baltisches Wappenbuch та в Гербовнику шльонському геральдиста Леонарда Дорста фон Шаценберга.

## Роди
Оскільки даний герб був гербом власним, то ним користується лише один гербовий рід — Бокки (Bock).

## Зовнішні посилання
- герб Бокк І в гербовнику Blatisches Wappenbuch [Архівовано 5 лютого 2020 у Wayback Machine.]